# 王昌顺
王昌顺（1957年7月—），陕西旬阳人，男，汉族，中华人民共和国政治人物。1976年2月应征入伍，1982年3月加入中国共产党。中国科学技术大学管理科学与工程专业毕业。

## 生平
1995年10月，任新疆民航局副局长（新疆航空公司副总经理）、党委常委。1998年10月，任新疆民航局党委书记、副局长（新疆航空公司党委书记、副总经理）。
2000年10月，任中国南方航空股份公司总经理、副董事长、党委副书记。2002年9月，任中国南方航空集团公司副总经理、党组成员、中国南方航空股份公司总经理、副董事长、党委副书记。
2004年8月，任中国民用航空总局副局长。2008年3月，任中国民用航空局副局长、党组成员（副部长级），兼任局直属机关党委书记、全国民航工会主席。
2011年10月，任中国航空集团公司总经理、党组副书记、国航股份公司董事长。
2014年1月，任中华人民共和国交通运输部副部长。
2016年3月，任中国南方航空集团公司总经理、党组副书记。同年12月，中航东航南航齐建集团董事会，任中国南方航空集团公司董事长、党组书记。
2013年，当选第十二届全国人大代表。2018年1月，当选第十三届全国政协委员。
2020年11月11日，中央组织部决定免去王昌顺同志的中国南方航空集团有限公司董事长、党组书记职务。